# Gustav Böhm (Jurist)
Gustav Böhm (* 13. Februar 1888 in Glatz, Kreis Glatz, Provinz Schlesien; † nach 1945) war ein deutscher Verwaltungsjurist. Er war Reichstreuhänder der Arbeit.

## Leben und Wirken
Gustav Böhm studierte Rechtswissenschaften und promovierte zum Dr. jur. Im Ersten Weltkrieg war er bis zum Hauptmann befördert worden. 1918 war er Adjutant im Preußischen Kriegsministerium. 1920 wurde er für den Verband der Pfälzischen Industrie tätig und wechselte später als Jurist zu anderen Arbeitgeberverbänden. Zuletzt war er Geschäftsführer des Landesverbandes Pfälzischer Arbeitgeber. Er schied am 30. April 1934 aus dieser Funktion aus und wurde Treuhänder der Arbeit für das Wirtschaftsgebiet Saar-Pfalz mit Sitz in Haardt an der Weinstraße. 1940 wechselte er in diese Funktion in den Gau Oberdonau, der durch Teilung des Wirtschaftsgebiets Ostmark entstanden war. Sein Dienstsitz wurde Linz, wo er bis zum Ende des Zweiten Weltkrieges blieb, dann verliert sich seine Spur.